# Social commerce
Social commerce, ou Comércio Social em português, é um subconjunto do e-commerce que envolve o uso de redes sociais virtuais, essa última que permite a interação social, e onde os usuários auxiliam outros na compra e venda de produtos e serviços on-line.
Resumidamente, o Social Commerce é o uso das redes sociais virtuais no contexto de transações via e-commerce.
O termo Social Commerce foi introduzido pelo Yahoo! Em Novembro de 2005, o qual descreve um conjunto de ferramentas colaborativas de compras on-line como por exemplo as listas de seleção compartilhadas, as classificações dos usuários e outros tipos de conteúdos compartilhados on-line pelos usuários com informações sobre produtos e serviços, ou com conselhos a respeito dos mesmos.
O conceito de Social commerce foi desenvolvido pelo autor David Beisel para denotar a propaganda na forma de conteúdo editorial gerada pelos usuários nos sites de e-commerce e por Steve Rubel que incluiu as ferramentas de comércio eletrônico colaborativas para permitir aos compradores “obterem conselhos de pessoas confiáveis, encontrar produtos e serviços, e então compra-los”. Descobriu-se que as redes sociais que disseminam esse conselho aumentam a confiança do cliente em um varejista em detrimento de outro.
O Social Commerce tem o objetivo de ajudar as empresas a atingirem os seguintes propósitos; Primeiramente, essa ferramenta ajuda as empresas engajarem os consumadores com as suas marcas de acordo com os comportamentos sociais desses clientes. Em segundo lugar, ela fornece um incentivo para que os clientes retornem aos sites das empresas. Em terceiro lugar, ela fornece aos clientes uma plataforma para que eles possam falar a respeito de uma marca no site da própria empresa. Em quarto lugar, essa ferramenta fornece aos consumidores todas as informações que eles precisariam pesquisar, comparar, e ultimamente escolher uma marca em relação a outras, portanto o consumidor a concluir a compra.
Atualmente, a área de cobertura do Social Commerce se expandiu para incluir as ferramentas das mídias sociais e os conteúdos usados no contexto do e-commerce. Alguns recursos incluídos no Social Commerce são as classificações e análises feitas pelos usuários on-line, as recomendações e referências, as ferramentas de vendas nas redes sociais que compartilham o ato de compras feitas on-line, fóruns e comunidades, ferramentas de otimização das mídias sociais, aplicativos e publicidades desenvolvidos para as redes sociais. As tecnologias como realidade aumentada também têm sido integradas com o Social Commerce, permitindo que os compradores visualizem itens de vestuário em si mesmos e também a solicitar feedbacks a outros usuários através das redes sociais.
De acordo com estudo da Nuvemshop, em 2024, quase dois milhões de pedidos registrados em pequenas e médias empresas da plataforma vieram diretamente de divulgação feita nas redes sociais. Esse número, de acordo com a pesquisa, é 27% maior do que o registrado nos primeiros seis meses de 2023, o que configura, um aumento da importância das redes sociais como elementos impulsionadores da conversão de pedidos. 
Ainda de acordo com a mesma pesquisa, o Instagram resultou em 89% do volume de pedidos nas redes sociais, o equivalente a 1,6 milhão de vendas. Já o Facebook contribui com 8,4% dos pedidos, enquanto o YouTube registrou 1,6%, e o TikTok teve apenas 0,9%. 
Por fim, vale mencionar que alguns acadêmicos procuraram distinguir o "Social Commerce" do "Social shopping", onde o primeiro é considerado como uma redes colaborativa de fornecedores on-line e o segundo a atividade colaborativa dos compradores on-line.

## Linha do tempo
- 2005: O termo “Social commerce” foi introduzido pela primeira vez pelo Yahoo! em Novembro de 2005.[2]

## Elementos
1. Reciprocidade – Quando uma empresa fornece algo gratuito para uma pessoa, essa pessoa “sentirá” uma necessidade de retornar o favor, ou realizando uma nova compra, ou fornecendo boas recomendações sobre a empresa.
2. Comunidade – Quando as pessoas encontram um indivíduo ou um grupo que compartilha dos mesmos valores, gostos, crenças, etc., elas encontram uma comunidade. As pessoas estão mais comprometidas com uma comunidade em que se sentem aceitas. Quando esse compromisso acontece, elas tendem a seguir as mesmas tendências do grupo e, quando um membro introduz uma nova ideia ou produto, ele é aceito mais prontamente com base na confiança anterior que foi estabelecida.[12][13] Isso pode ser muito benéfico para as empresas desenvolverem parcerias com sites de mídias sociais para engajarem as comunidades com os seus produtos. Atualmente muitos possíveis clientes antes de efetuarem uma compra consultam sites como ReclameAqui, Confiômetro e ebit.
3. Prova Social – Para receber feedbacks positivos, as empresas precisam desejar aceitar os feedbacks sociais e mostrar provas de que outras pessoas estão comprando, e gostando, das mesmas coisas que a comunidade ou pessoa gosta. Isso pode ser visto em diversas empresas digitais tais como MercadoLivre, OLX, eBay, Amazon.com, e outras, que permitem a publicação de opiniões publicamente, e quando uma compra é feita, eles imediatamente geram e mostram uma lista de compras feitas por outros usuários que possui relação com a compra realizada. Isso é benéfico para encorajar recomendações e opiniões públicas.[14] Isso cria confiança para o comprador e para o vendedor. 55% dos compradores consultam as mídias sociais quando eles estão procurando informação sobre produtos ou serviços.[15]
4. Autoridade – Muitas pessoas precisam de provas de que um produto possui boa qualidade. Essa prova pode ser confirmada através das recomendações de outros usuários que já compraram o mesmo produto. Se existirem muitas opiniões a respeito de um produto, o consumidor terá mais confiança na sua própria decisão de comprar um determinado item.
5. Curtindo – As pessoas criam confiança com base nas recomendações dos outros. Se existirem muitas “Curtidas” em um produto em particular, os consumidores se sentirão mais confiantes e justificados em concluir a aquisição do mesmo.
6. Escassez – Como parte da oferta e da demanda, um valor maior é atribuído a produtos que são considerados de alta demanda ou que estão em falta. Portanto, se uma pessoa está convencida de que está comprando algo que é único, especial ou não é fácil de adquirir, ela terá mais vontade de fazer a compra. Se houver confiança estabelecida pelo vendedor, eles vão querer comprar esses itens imediatamente. Empresas como a Zara e Apple são claros exemplos disso, pois elas criam demanda para os seus produtos convencendo o público de que existe a possibilidade de perder a possibilidade de comprá-los.